# Estación de Castejón de Ebro
Estación de Castejón de Ebro vasútállomás Spanyolországban, Castejón településen.

## Vasútvonalak
Az állomást az alábbi vasútvonalak érintik:
- Castejón de Ebro–Alsasua-vasútvonal
- Castejón-Bilbao-vasútvonal
- Torralba-Castejón-vasútvonal
- Soria-Castejón railway line
- Bilbao–Casetas-vasútvonal

## Kapcsolódó állomások
A vasútállomáshoz az alábbi állomások vannak a legközelebb: